# 山口立花子
山口立花子（日语：／ Yamaguchi Rikako */?，1988年3月30日—）是日本的女性聲優，東京都出身。其血型為B型。所屬於Sun Music Production。

## 人物
她的興趣是散步。至於特技是研究竹輪，其自稱「竹輪P（ちくわP）」，並開發了許多竹輪相關的周邊商品，如「山口竹輪姬（やまぐちくわ姫）」 。

## 演出作品
※粗體字為主要角色。

### 電視動畫
2006年
- 劈哩啪啦猴太（猴次郎）
- 血色花園（米蕾優、梅亞莉）

2011年
- 30歲的保健體育（小孩〈今河大五郎〉）
- 迴轉企鵝罐（女性迷1、軍人A、圖書館員、女孩子、少年）
- 遛鳥小童（幼稚園兒童）

2012年
- 輪迴的拉格朗日（野上幸）
- 緋色的碎片（御先狐）
- 向銀河開球（女子選手）
- 戰國Collection（先生）
- 大尾小岡（蘇、草原犬鼠、小象、噗介）
- 千歲Get You!!（晚輩老師[4]）
- 輪迴的拉格朗日 season2（野上幸[5]）
- 來自新世界（稻葉良）
- 緋色的碎片 第二章（御先狐[6]）

2013年
- 樂高朋友～朋友閃閃發亮物語〜（史蒂芬妮）
- 歌之王子殿下♪ 真愛2000%（小孩、女孩子）
- 惡魔倖存者2 the ANIMATION（史〈菅野史〉[7]）
- 科學小飛俠Crowds（巴士乘客）
- 萌萌侵略者 OUTBREAK COMPANY（愛德華·迪多羅·貝迪尼[8]、露娜、無名）
- 結界女王 震顫（夏露露·波納帕爾特[9]）
- 鑽石王牌（藤原貴子、場內廣播、海邊的小孩）
- 蒼藍鋼鐵戰艦（女僕A）
- 熱風海陸（幸）

2014年
- 櫻Trick（三年級女子）
- Baby Steps ~網球優等生~（雪、廣播聲）
- 鋼彈桑（弗拉[10]）
- Persona4 the Golden ANIMATION（望美）
- 晨曦公主（醫務官、風之部族、里人、母親）
- 我，要成為雙馬尾（樽井小鳥、女學生B、少女）

2015年
- 晨曦公主（タソ夫人、女、女孩、少女）
- 銃皇無盡的法夫納（篠宮遙[11]）
- 歌之王子殿下♪ 真愛革命（過路人）
- 鑽石王牌－SECOND SEASON－（場內廣播、藤原貴子）
- 黏黏糊糊角質君 2期（山口[12]、山口、山口的感情）
- 亂步奇譚 拉普拉斯的遊戲（旁白、護士、模仿犯、直升機記者）
- 純情羅曼史3（店員）
- 槍與面具（弗蘭索瓦·辛）
- 輕鬆百合 3☆High！（出崎貴音）

2016年
- 爆音少女！！（三之輪聖）
- SUPER LOVERS（珠子）
- 天真與閃電（魔法少女）
- 終未的伊澤塔（乘客、女孩子）

2017年
- SUPER LOVERS 2（珠子）
- 黑色五葉草（蕾貝卡·史卡蕾特）

2025年
- 終究，與你相戀。（和泉沙里奈）

### 遊戲
2006年
- Soul Link EXTENSION（小孩）

2008年
- 碧城（相澤保美）

2012年
- 女友伴身邊（綾小路美麗[13]）
- 屍體派對 THE ANTHOLOGY 幸子的戀愛遊戲♥Hysteric Birthday 2U（丹羽亞衣子[14]）

2013年
- 偶像大師 百萬人演唱會！（百瀨莉緒[15]）
- 月英學園 -kou-（榮斗圭[16]）

2014年
- 屍體派對 BLOOD DRIVE（丹羽亞衣子[17]）

2015年
- 惡魔倖存者2 BREAK RECORD（史／菅野史[18]）

2017年
- 偶像大師 百萬人演唱會！劇場時光（百瀨莉緒）

### 廣播劇CD
- 碧城 系列（相澤保美）
- 蒼空疆域 聲音廣播劇系列
  - 「女王候補與十二星華」（皇彼方）
- 薄櫻鬼 廣播劇CD 〜寒櫻繪卷〜（小孩）
- 胖嘟嘟水泳社（太田花[19]）
- 魔術士歐菲 談話無謀篇7（梅菲爾·卡席那特）

## 音樂作品

### 單曲
| 編號 | 發售日        | 名稱             | 規格編號  |
| ---- | ------------- | ---------------- | --------- |
| 1st  | 2011年11月9日 | Act-less Actress | DGRT-1002 |

### 團體
| 發售日  | 樂曲                              | 團體名                | 商業搭配                        |
| 2012年  | 2012年                            | 2012年                | 2012年                          |
| ------- | --------------------------------- | --------------------- | ------------------------------- |
| 11月7日 |                                   | 山口立花子 & 飯塚麻結 | 電視動畫《千歲Get You!!》片尾曲 |
| 2013年  |                                   |                       |                                 |
| 11月4日 | Wonderful JAPAN!/Romantic Journey |                       | -                               |

### 音樂CD
| 發售日  | 專輯名稱                                              | 演唱名義 | 歌曲名稱                           | 商業搭配                              |
| 2013年  | 2013年                                                | 2013年 | 2013年                             | 2013年                                |
| ------- | ----------------------------------------------------- | --- | ---------------------------------- | ------------------------------------- |
| 4月24日 | THE IDOLM@STER LIVE THE@TER PERFORMANCE 01 Thank You! | 765 MILLIONSTARS | 「Thank You!」                     | 遊戲《偶像大師 百萬人演唱會！》主題曲 |
| 4月24日 | THE IDOLM@STER LIVE THE@TER PERFORMANCE 01 Thank You! | 765THEATER ALLSTARS | 「Thank You! （765THEATER ver.）」 | 遊戲《偶像大師 百萬人演唱會！》主題曲 |
| 8月28日 | THE IDOLM@STER LIVE THE@TER PERFORMANCE 05            | 百瀨莉緒（山口立花子） | 「Be My Boy」                      | 遊戲《偶像大師 百萬人演唱會！》       |
| 8月28日 | THE IDOLM@STER LIVE THE@TER PERFORMANCE 05            | 水瀨伊織（釘宮理惠）、艾米莉·斯圖亞特（郁原優）、真壁瑞希（阿部里果）、百瀨莉緒（山口立花子）                              | 「Sentimental Venus」              | 遊戲《偶像大師 百萬人演唱會！》       |
| 2014年  |                                                       | |                                    |                                       |
| 5月28日 |                                                       | D應P［若菜（加地綾乃）、吉川春乃（遠藤祐里香）、藤原貴子（山口立花子）、梅本幸子（花守由美里）、夏川唯（高橋花林）、A應P］ | 「」                               | 電視動畫《鑽石王牌》片尾曲            |
| 2015年  |                                                       | |                                    |                                       |
| 3月26日 | THE IDOLM@STER LIVE THE@TER HARMONY 10                | 百瀨莉緒（山口立花子） | 「WHY?」                           | 遊戲《偶像大師 百萬人演唱會！》       |
| 3月26日 | THE IDOLM@STER LIVE THE@TER HARMONY 10                | ARRIVE［篠宮可憐（近藤唯）、四條貴音（原由實）、島原埃琳娜（角元明日香）、百瀨莉緒（山口立花子）、洛可（中村溫姬）］       | 「STANDING ALIVE」                 | 遊戲《偶像大師 百萬人演唱會！》       |
| 3月26日 | THE IDOLM@STER LIVE THE@TER HARMONY 10                | ARRIVE［篠宮可憐（近藤唯）、四條貴音（原由實）、島原埃琳娜（角元明日香）、百瀨莉緒（山口立花子）、洛可（中村溫姬）］       | 「Welcome!!」                      | 遊戲《偶像大師 百萬人演唱會！》       |
| 5月20日 |                                                       | （內田彩、楠田亞衣奈、渡部優衣、山口立花子、伊藤悠翔）                                                                     | 「」 「」                          | 電視動畫《黏黏糊糊角質君 2期》主題曲  |

## 外部連結
- 事務所公開簡歷 （页面存档备份，存于）（日語）
- http://ameblo.jp/genki-morisoba/ （页面存档备份，存于）（日語）
- 山口立花子的X（前Twitter）（日語）